# Ana Mazzotti
Ana Maria Mazzotti (Caxias do Sul, 17 de agosto de 1950 - São Paulo, 20 de enero de 1988), más conocida como Ana Mazzotti, fue una cantante, compositora y multinstrumentista brasileña. Su música, perteneciente a los géneros de jazz, samba jazz o trippy bossa recibió escaso éxito comercial, a pesar de ser evaluada positivamente incluso por la crítica contemporánea. Hermeto Pascoal calificó a Mazzotti como una "súper música".

## Biografía
Ana Mazzotti incursionó en la música desde su infancia. A partir de mediados de los años 1960 lideró un conjunto de versiones de los Beatles compuesto totalmente por mujeres. Para 1968 pasó a liderar el grupo Desenvolvymento, el cual formó junto a su esposo, el baterista Romildo Teixeira Santos. El grupo fue descrito por la revista O Cruzeiro como "el más sofisticado" de Río Grande del Sur por aquellos días.
Mazzotti inició su carrera profesional como solista tocando en festivales de Porto Alegre. En 1974 se radicó en Rio de Janeiro, en donde lanzó su primer álbum. Mazzotti planeaba comenzar una carrera en los Estados Unidos, idea que no se materializó al serle descubierto un cáncer que le causó la muerte a los 37 años.
Su música formó parte de la banda sonora de telenovelas de la época, como O Profeta, de 1977.
En 2019, su obra fue reeditada por el sello Far Out Records. Dicha reedición fue catalogada como una de las mejores del año por la radioemisora estadounidense NPR.

## Discografía
- Ninguém Vai Me Segurar (1974)
- Ana Mazzotti (1977)
- Ana Mazzotti - Ao Vivo Festival De Verão Do Guarujá 82 (1982)